# Shota Kikuchi
Shota Kikuchi (菊池 将太 Kikuchi Shota?), född 14 maj 1993 i Saitama prefektur, är en japansk fotbollsspelare.
Kikuchi började sin karriär 2016 i Iwaki FC. 2019 flyttade han till Iwate Grulla Morioka.